# Hoop Doet Leven (Voorhout)
Hoop Doet Leven is een poldermolen in Voorhout. Oorspronkelijk stond deze grondzeiler in Rijnsburg, waar hij werd gebouwd ten behoeve van de bemaling van de polder Kamphuizen. De molen heeft een ijzeren scheprad buiten de molen, dat half is overkapt.
Door uitbreiding van de bloemenveiling Flora was er voor de molen geen ruimte meer. In 1999 is de molen dan ook verplaatst naar de polder Elsgeest, waar hij op 11 november 2000 in bedrijf werd gesteld. De molen bemaalt nu op vrijwillige basis de polder Elsgeest. Opmerkelijk detail: Hoop Doet Leven werd op het moment dat de molen een halve meter boven de grond hing eigendom van de Rijnlandse Molenstichting. De molen was toen geen onroerend goed meer en viel daarmee onder een gunstiger belastingtarief.
De molen heeft de status rijksmonument. Hoop Doet Leven is meestal op zaterdagen tussen 12:00 en 15:00 te bezoeken.

## Foto's

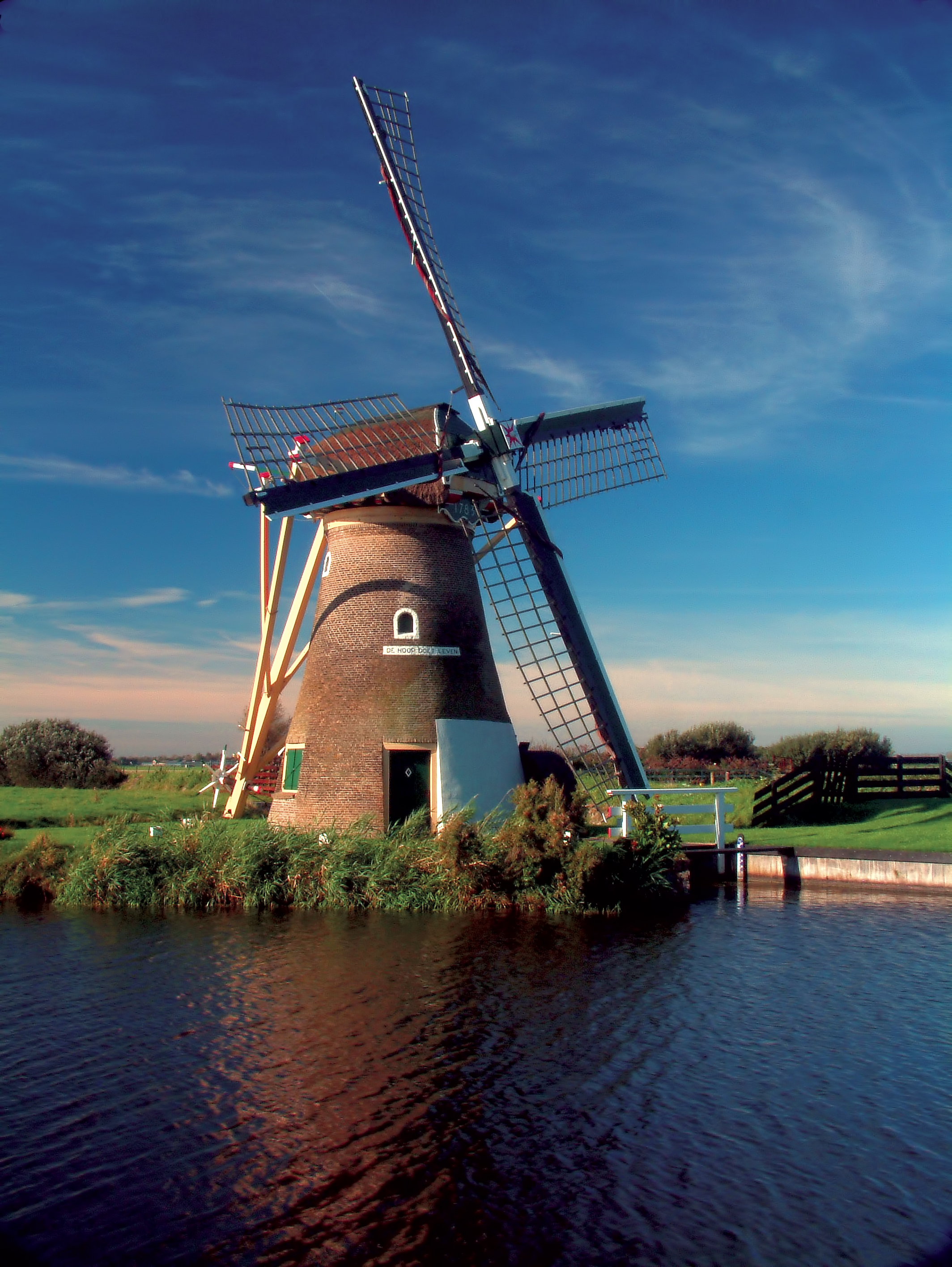
Hoop Doet Leven (Voorhout)